# ウィリアム・アンダース
ウィリアム・アリソン・アンダース（William Alison Anders、1933年10月17日 - 2024年6月7日）は、アメリカ合衆国の元空軍少将であり、元電気技師、原子力技師、NASA宇宙飛行士、実業家でもある。1968年12月、アポロ8号の乗組員として、地球低軌道を離れて月に向かった最初の3人のうちの1人となった。同僚のフランク・ボーマン、ジム・ラヴェルとともに月を10回周回し、その映像と解説を地球に生中継した。このミッションの月周回中に、象徴的な写真である『地球の出』を撮影した。
仕事や軍務のほかに、ジェラルド・フォード大統領の下で1976年から1977年まで駐ノルウェー大使を務めた。

## 若年期と教育
アンダースは1933年10月17日にイギリス領香港で、アメリカ海軍中尉アーサー・アンダースとその妻ミュリエル（旧姓アダムス）の間に生まれた。アンダースの誕生後、一家は香港からメリーランド州アナポリスに移り、アンダースの父は海軍大学院で数学を教え始めた。しばらくして一家は中国に戻り、日本軍の南京攻撃の後、アンダースと母はフィリピンに逃れた。母と一緒にフィリピン諸島へ向かうため、アンダースは軍用列車で広州へ向かった。その際、日本軍が爆撃していた川から200ヤードのところにあるホテルに滞在していた。
アメリカ滞在中、アンダースはボーイスカウトに積極的に参加し、ボーイスカウトの中で2番目に高いランクであるライフスカウトを達成した。10代の頃、アンダースはカリフォルニア州エルカホンにあるセント・マーティンズ・アカデミーとグロスモント高校に通っていた。しかし、成績が十分ではなかったため、兵学校へ行くための予備校「ボイデン・スクール」に送られた。
ボイデン・スクールを1951年に卒業して、海軍兵学校に入学し、1955年に電気工学の学士号を取得した。卒業後、アメリカ空軍の少尉に任命された。1962年には空軍工科大学で原子力工学の修士号を取得した。

## 空軍とNASAでのキャリア

### 空軍
海軍兵学校を卒業後、アンダースは空軍に入隊した。1956年にパイロット資格を取得し、カリフォルニア州とアイスランドの航空防衛軍団の全天候迎撃飛行隊で戦闘機操縦士として勤務し、当時アメリカの防空境界線に挑戦していたソ連の重爆撃機の初期の迎撃に参加した。ニューメキシコ州の空軍兵器研究所では、原子力発電所の遮蔽と放射線影響プログラムの技術管理を担当した。

### NASA

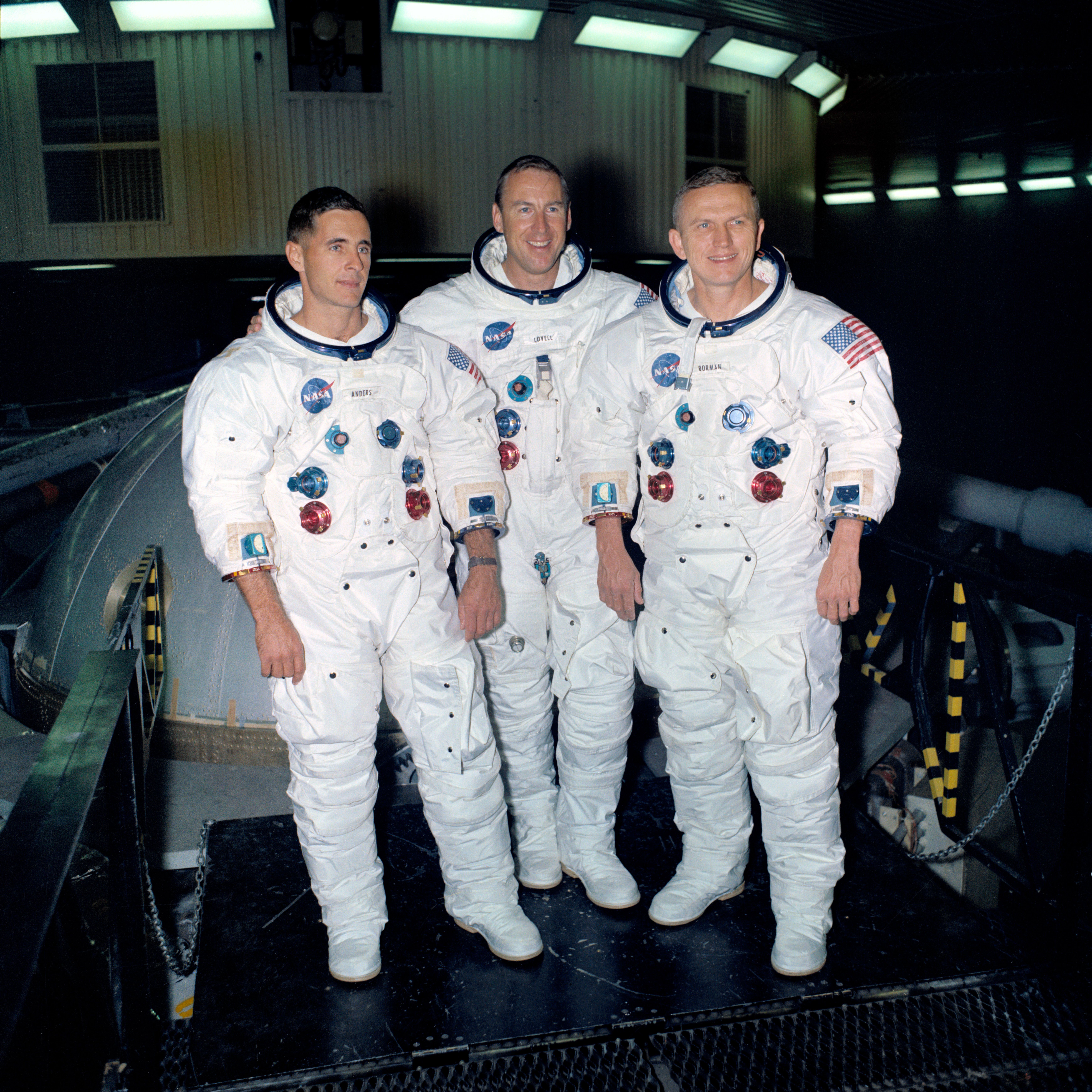
アポロ8号の搭乗員。左からアンダース、ジム・ラヴェル、フランク・ボーマン

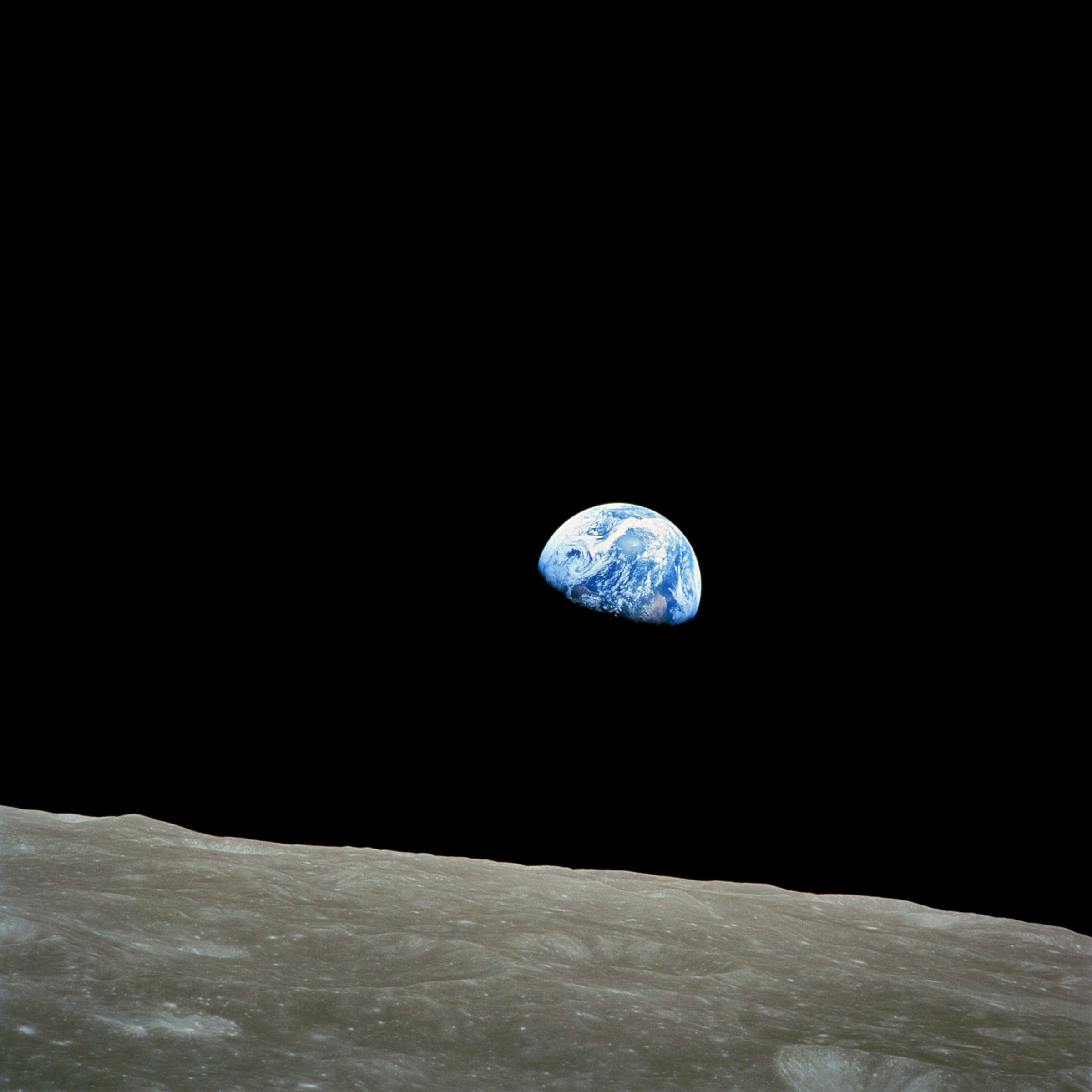
1968年12月24日にアンダースが撮影した『地球の出』

1963年、アンダースはNASAの第3次宇宙飛行士グループに選ばれた。NASAでは、線量測定、放射線の影響、環境制御などに携わった。ジェミニ11号のミッションでは予備搭乗員を務めた。1968年12月、アポロ8号の搭乗員として飛行した。これは、人類が地球低軌道を超えて移動した初のミッションであり、月に到達しその軌道を周回した初めての有人飛行だった。月周回飛行中に、アンダースは『地球の出』の写真を撮影した。
その後アンダースは、アポロ11号の予備搭乗員（司令船操縦士）に指名されたが、同年8月に実施される国家航空宇宙会議の任務につくことになり、その日を以て（宇宙飛行士の資格を維持したまま）宇宙飛行士を引退することが発表された。そのため、予定されていた7月にアポロ11号が打ち上げられなくなった場合に備えて、地上支援員だったケン・マッティングリーが並行して訓練を受けることとなった
アンダースはこう語っている。
我々は月を探査するためにここまで来ましたが、最も重要なのは地球を発見したことです。
地球環境の保全について、アンダースは次のように語っている。
暗い部屋の中で、クリスマスツリーの飾りくらいの大きさの青緑色の小さな球体だけがはっきりと見えている状態を想像してもらえれば、宇宙から見た地球の姿を理解してもらえるのではないかと思います。私たちは無意識のうちに「地球は平らだ」と思っているのではないでしょうか。地球は巨大な巨人ではなく、壊れやすいクリスマスツリーの球のようなものだと思って、大切に扱うべきだと断言しておきましょう。

## その後のキャリア
1969年から1973年まで、アンダーズは国家航空宇宙会議の事務局長を務め、会議の大統領、副大統領、閣僚レベルのメンバーに対して、航空宇宙システムの研究、開発、運用、計画に関する政策オプションの策定を担当した。
1973年8月6日、5人の委員からなる原子力委員会の委員に任命され、原子力発電・非原子力発電の研究開発を担当する主任委員を務めた。また、核分裂・核融合発電に関する米ソ共同の技術交流プログラムの米国側議長にも就任した。
1975年1月19日に行われた国の原子力規制・開発活動の再編成に伴い、ジェラルド・フォード大統領から、原子力の安全性と環境適合性を担当する新設の原子力規制委員会(NRC)の初代委員長に指名された。NRC委員長の任期を終えた後、駐ノルウェー大使に任命され、1977年までその任に就いた。その後、26年間の政府でのキャリアに終止符を打ち、民間企業での仕事を始めた。
1977年9月にゼネラル・エレクトリック(GE)に入社した。カリフォルニア州サンノゼにある原子力製品部門のヴァイスプレジデント兼ゼネラルマネージャーに就任し、サンノゼとノースカロライナ州ウィルミントンにある沸騰水型原子炉用の核燃料、炉内機器、制御・計装機器の製造を担当した。また、テネシー州メンフィスでは、GEとシカゴ・ブリッジ・アンド・アイアンとの提携による大型鋼製圧力容器の製造を監督した。1979年には、ハーバード・ビジネス・スクールの6週間の上級マネジメント・プログラムに参加した。1980年、GEの航空機器部門のゼネラル・マネージャーに任命された。この部門は、ニューヨーク州ユーティカに本部を置き、アメリカ北東部の5つの拠点で8,500人以上の従業員を擁していた。製品は、航空機の飛行および武器制御システム、コックピット計器、航空機用発電システム、航空機用レーダーおよびデータ処理システム、電子対抗措置、宇宙コマンドシステム、航空機/地表の多砲身武装システムなどである。
1984年、GEを退社してテキストロン社に入社し、航空宇宙部門のエグゼクティブ・ヴァイスプレジデントに就任した。2年後にはオペレーション部門のシニア・エグゼクティブ・ヴァイスプレジデントに就任した。1990年、ジェネラル・ダイナミクス社の副会長に就任し、1991年1月1日には会長兼CEOに就任した。1993年に引退したが、1994年5月まで会長を務めた。
アンダースは、科学技術政策局のコンサルタント、防衛科学委員会やNASA諮問委員会の委員を務めた。現在は、空軍予備役軍団の退役少将である。

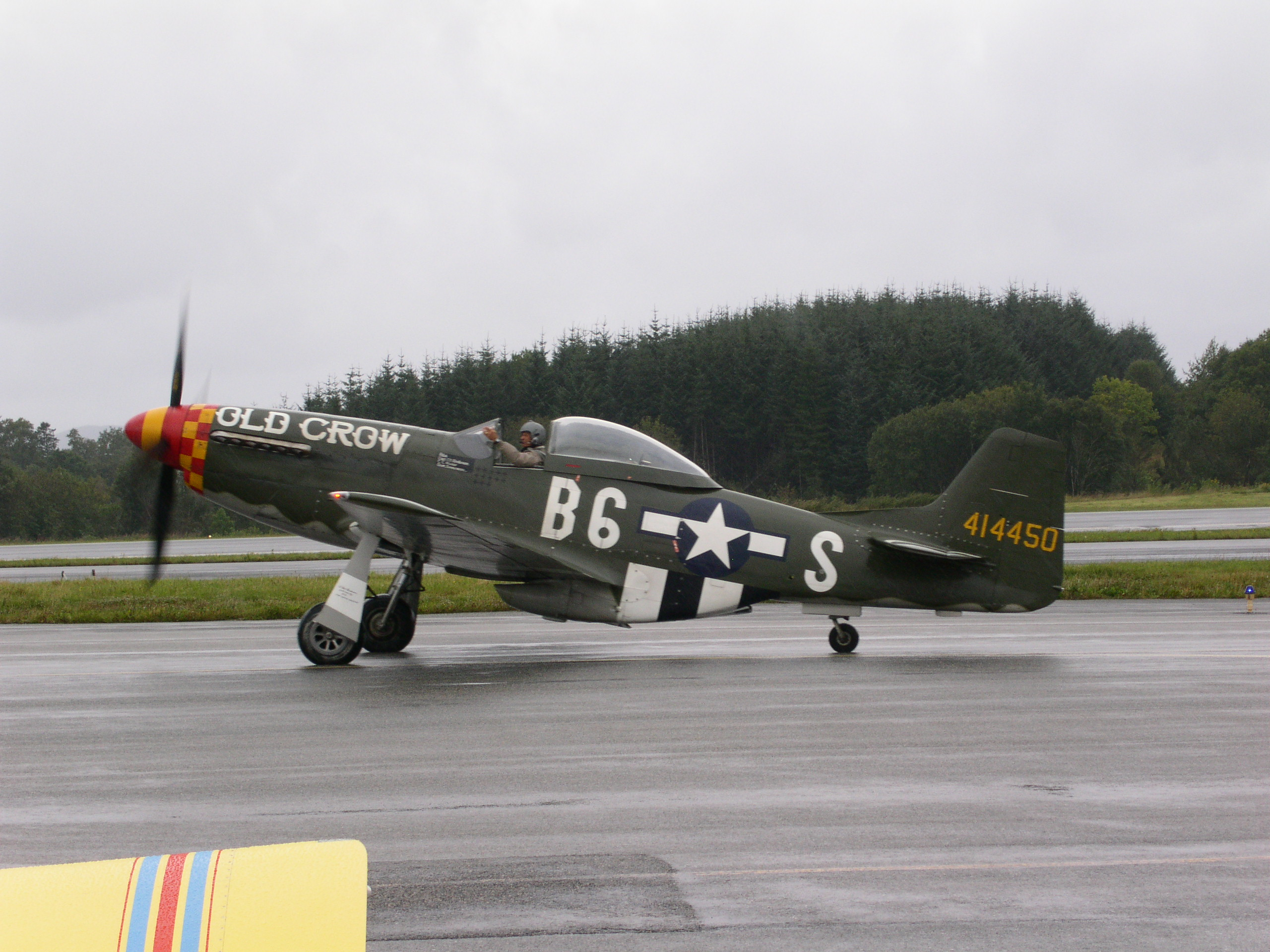
2005年のベルゲン航空ショーでアンダースがタキシングするP-51マスタング

アンダースは、教育や環境問題の支援を目的とした慈善団体「ウィリアム・A・アンダース財団」を設立した。同財団は1996年、ワシントン州ベリンハムにヘリテージ・フライト・ミュージアムを設立した。この博物館は2014年にワシントン州バーリントンのスカジット・リージョナル空港に移転したが、アンダースは2008年まで館長を務めた。また、2008年までは同博物館の航空ショーに積極的に参加していた。
月のクレーター「アンダース」は、彼にちなんで命名されている。
2011年、カナリア諸島で開催された第1回スターマス・フェスティバルで、初期のアメリカの宇宙計画について講演を行った。この講演は"Starmus: 50 Years of Man in Space"（スターマス: 宇宙における人類の50年）として出版された。
アンダースは、アメリカ原子力学会、アメリカ航空宇宙学会、実験テストパイロット協会の会員である。

### 航空事故死
2024年6月7日、一人で操縦していた飛行機がワシントン州サンフアン諸島付近の海に墜落し死去。90歳没。事故の目撃者によれば、墜落の直前、アンダースが操縦するビーチクラフトA45（別名T-34 メンター）は空中で宙返りを行うも、高度の不足から機体を引き起しきれずにジョーンズ島の海岸から25メートルほど離れた水面に激突し爆発・炎上。なおT-34は二人乗りの機体であるが、上記の通り、事故当時の乗員はパイロットであるアンダース1人だった。

## 私生活
アンダースは1955年にヴァレリー・ホード(Valerie Hoard)と結婚した。2人の間にはアラン（1957年生まれ）、グレン（1958年生まれ）、ゲイル（1960年生まれ）、グレゴリー（1962年生まれ）、エリック（1964年生まれ）、ダイアナ（1972年生まれ）の6人の子供がいる。夫婦でワシントン州アナコルテスに在住した。
アンダースは生前、自身の慈善団体が設立したヘリテージ・フライト・ミュージアムの活動を続け、様々な航空ショーや航空展示会にて財団が所有するビンテージ航空機を飛ばした。空軍時代からの飛行時間は8千時間を超えている。
アンダースは『地球の出』の写真が自らの信念に与えた影響について次のように述べている。
（『地球の出』の写真は）私の宗教的信念を根底から覆すものでした。物事は教皇を中心に回っていて、その上には大きなスーパーコンピュータがあって、ビリーが昨日はいい子だったかどうかを気にしている、というものです。何の意味もありません。私は（訳注：無神論者の）リチャード・ドーキンスと大の仲良しになりました。

## 賞と栄誉

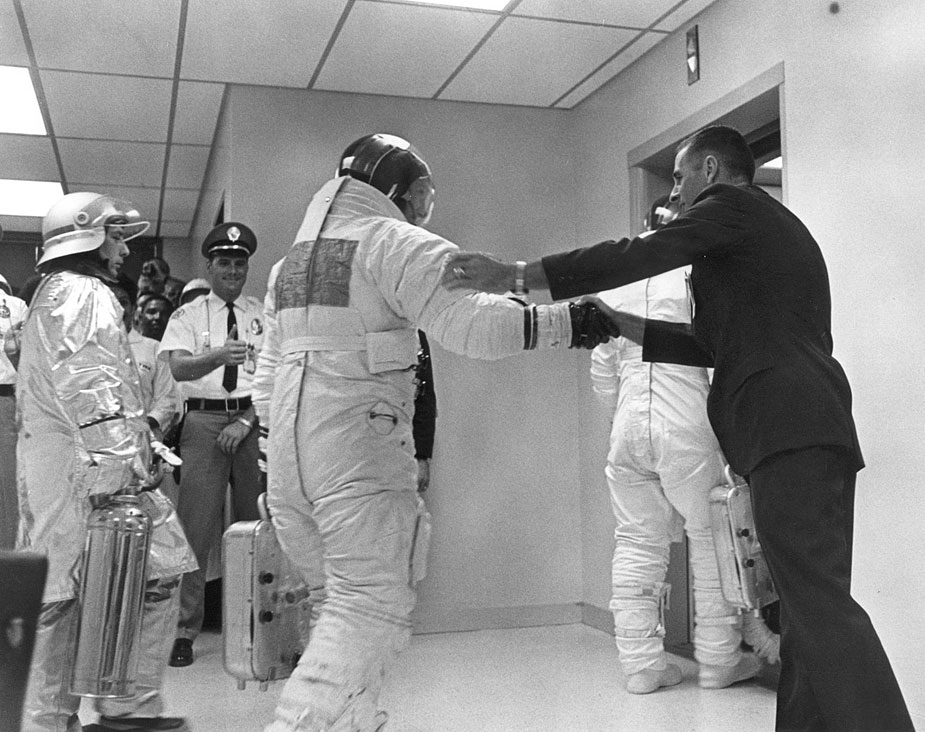
バズ・オルドリンと握手を交わし、アポロ11号の月への旅の成功を祈るアンダース

- 空軍ディスティングシュドサービスメダル（英語版）[7]
- 空軍コメンデーションメダル（英語版）[7]
- NASAディスティングシュドサービスメダル（英語版）[7]
- 原子力規制委員会ディスティングシュドサービスメダル[7]
- ハバード・メダル（1969年）[7]
- コリアー・トロフィー[20]、ハーモン・トロフィー[21]、ロバート・H・ゴダード博士記念トロフィー（英語版）[22]、トーマス・D・ホワイト大将トロフィー[23]
- アカデミー・オブ・アチーブメント ゴールデンプレート賞（1969年）[24]
- アメリカ宇宙飛行学会（英語版） フライト・アチーブメント賞[7]
- アメリカ防衛軍備協会（英語版） 産業リーダーシップ賞（1993年5月）[7]
- 2018年10月、国際天文学連合が、アンダースの写真に写っているクレーターを「アンダースの地球の出」と命名した[25]。

アンダースは、アポロ8号の他の搭乗員とともに、AIAAのヘイリー宇宙飛行士賞を受賞した。
1983年にニューメキシコ宇宙歴史博物館の「国際宇宙の殿堂」、1990年に「国際航空宇宙の殿堂」、1997年に「アメリカ宇宙飛行士殿堂」、2004年に「全米航空殿堂」に、それぞれ殿堂入りした。

## 大衆文化において

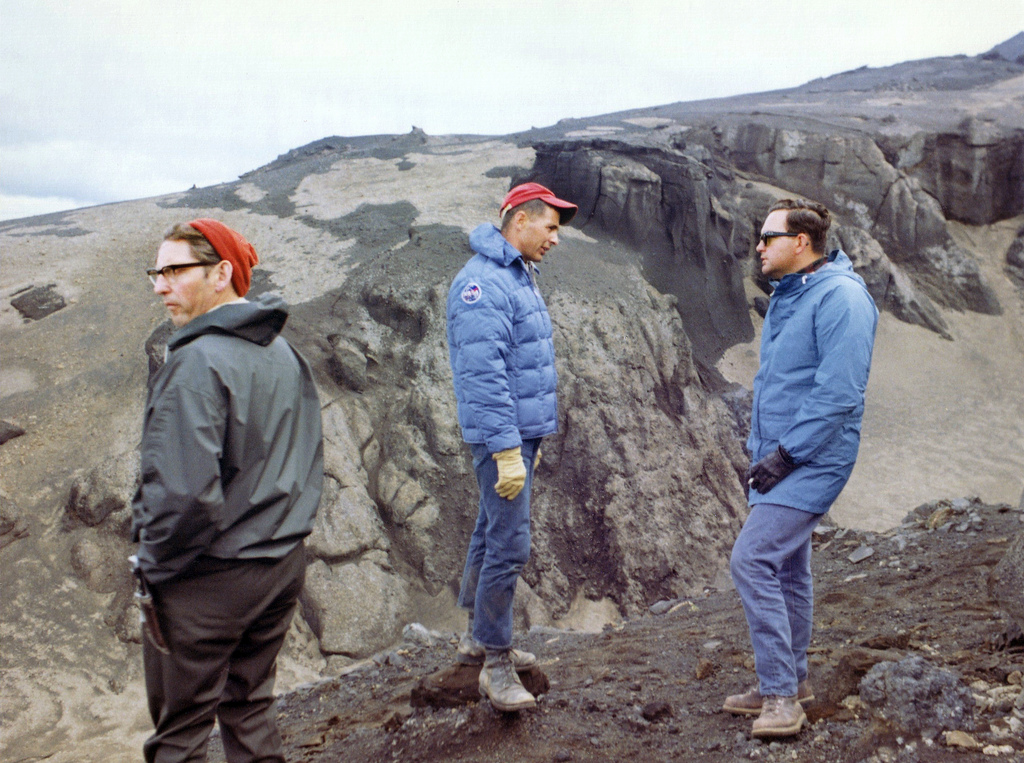
1967年、アイスランドでの地質研修で、アイスランドの地質学者シグルズル・フィオラリンソンとテッド・フォス博士と一緒にいるアンダース

HBOが1998年に制作したテレビドラマ『フロム・ジ・アース/人類、月に立つ』では、ロバート・ジョン・バークがアンダースの役を演じた。
アンダースは、PBSのテレビシリーズ「American Experience」の一環として上映された2005年のドキュメンタリー『Race to the Moon』（2013年に『Earthrise: The First Lunar Voyage』に改題）に出演している。この作品は、アポロ8号のミッションに至るまでの出来事を中心に描かれている。
アンダースは、クリス・ライト著の『No More Worlds to Conquer』の一章でインタビューを受けている。この章では、アポロ計画とその後の民間企業での活動の両方について触れられている。この本の表紙には、アンダースが撮影した『地球の出』の写真が使われている。
アンダースは、他のアポロ8号の搭乗員とともに、C-SPANの『Rocket Men』のブックレビューに出演した。この中で、アポロ8号の打ち上げを待っている間に眠ってしまったという話をした。